# 圣乔瓦尼-因克罗切
圣乔瓦尼-因克罗切（義大利語：San Giovanni in Croce）是意大利克雷莫纳省的一个市镇。总面积16平方公里，人口1904人，人口密度119.0人/平方公里（2009年）。国家统计（ISTAT）代码为019090。